# Vicepresidente de Palaos
El vicepresidente de la República de Palaos es el segundo cargo de más alta posición en el Poder Ejecutivo de Palaos, solo después del presidente de la República. A diferencia de otros países, donde el presidente elige a su vicepresidente, el vicepresidente de Palaos es elegido por voto popular en un sistema de dos vueltas a la vez que el presidente, para un mandato de cuatro años. En caso de ausencia del presidente, el vicepresidente toma su lugar. El primero en llevar el cargo fue Alfonso Oiterong.

## Lista de vicepresidentes de Palaos
| No. | Nombre (Nacimiento-fallecimiento) | Imagen | Asumió                | Abandonó                      |
| --- | --------------------------------- | ------ | --------------------- | ----------------------------- |
| 1   | Alfonso Oiterong (1924-1994)      |        | 2 de marzo de 1981    | 30 de junio de 1985           |
| 2   | Thomas Remengesau Sr. (1929-2019) |        | 25 de octubre de 1985 | 20 de agosto de 1988          |
| 3   | Kuniwo Nakamura (1943-2020)       |        | 1 de enero de 1989    | 1 de enero de 1993            |
| 4   | Thomas Remengesau, Jr. (1956-)    |        | 1 de enero de 1993    | 19 de enero de 2001           |
| 5   | Sandra Pierantozzi (1953-)        |        | 19 de enero de 2001   | 1 de enero de 2005            |
| 6   | Elias Camsek Chin (1949-)         |        | 1 de enero de 2005    | 15 de enero de 2009           |
| 7   | Kerai Mariur (1951-)              |        | 15 de enero de 2009   | 17 de enero de 2013           |
| 8   | Antonio Bells (1948-)             |        | 17 de enero de 2013   | 19 de enero de 2017           |
| 9   | Raynold Oilouch (–)               |        | 19 de enero de 2017   | 21 de enero de 2021           |
| 10  | Uduch Sengebau Senior (–)         |        | 21 de enero de 2021   | 16 de enero de 2025           |
| 11  | Raynold Oilouch (–)               |        | 16 de enero de 2025   | Actualmente sigue en el cargo |